# Сайылы, Айдын
Айдын Сайылы (тур. Aydın Sayılı, 1913—1993) — турецкий историк науки.

## Биография
Родился в Константинополе (ныне — Стамбул), был третьим ребёнком в семье Абдуллы-бека и Суат-ханым. Начальное и среднее образование получил в Константинополе (Стамбуле) и Анкаре. Был направлен министерством образования Турции для продолжения учёбы в Гарвардский университет, где под руководством профессора Джорджа Сартона изучал историю науки. В 1942 году в защитил в Гарвардском университете диссертацию на степень Ph.D., под названием «Научные учреждения в исламском мире».
В 1943 году, после возвращения в Турцию, работал в университете Анкары, адъюнкт-профессор истории науки в 1946 году, профессор истории науки в 1952 году, ординарный профессор в 1958 году. В 1960 опубликовал свой главный труд «Обсерватория в исламском мире и её общее место в истории обсерваторий». В 1974 назначен деканом философского факультета. Воспитал плеяду известных учёных в области истории науки, среди которых 3 доктора наук — Севим Текели (история астрономии), Есин Кахья (история естественных наук и медицины), Мелек Досай (история математики).
С 1947 года — член Турецкой исторической организации, в течение несколько лет в возглавлял секцию истории средневекового искусства. Член Международной академии истории науки с 1961 года, в 1962—1965 — её президент.
После ухода со своего поста в университете в 1984 году создал два новых учреждения — Культурный центр имени Ататюрка и Исследовательский центр имени Ататюрка. Скончался на улице от сердечного приступа 15 октября 1993 года. Похоронен в Анкаре на кладбище Джебеджи Асри.

## Вклад в науку
Исследовал исламский мир, историю Египта, Месопотамии, а также других цивилизаций, исследовал их вклад в формирование науки в сравнении с западной цивилизацией. Ввёл в научный оборот на турецком языке многие термины из различных отраслей знания. Исследовал деятельность многих крупных обсерваторий и астрономов исламского мира (Бируни, Ибн Сина, Аль-Карафи, Улугбек и др.), использование астрономических инструментов. Показал, что обсерватории появились в исламском мире в связи с необходимостью отправления религиозных культов.

## Награды
Награждён правительством ПНР в 1973 году медалью Николая Коперника. В 1980 году награждён премией ЮНЕСКО.
В Турции 1 января 2009 в обращение выпущена банкнота достоинством 5 турецких лир, на оборотной стороне которой изображены фрагмент Солнечной системы, структура атома и фрагмент цепочки ДНК и портрет Айдына Сайылы.

## Публикации
- The Observatory in Islam, Arno Press, June 1981, part of  The Development of Science: Sources for the History of Science Series  (Advisory Editor I. Bernard Cohen), ISBN 0-405-13951-9